# Hespérie de l'alchémille
Pyrgus serratulae
Espèce
Statut de conservation UICN

 LC  : Préoccupation mineure
L’Hespérie de l'alchémille (Pyrgus serratulae) est une espèce de lépidoptères (papillons) de la famille des Hesperiidae, de la sous-famille des Pyrginae et du genre Pyrgus.

## Taxonomie
Pyrgus serratulae a été décrit par Pierre Rambur en 1839 sous le nom initial d'Hesperia serratulae.

### Sous-espèces
- Pyrgus serratulae balcanica (Warren, 1926)
- Pyrgus serratulae gricescens Alberti, 1970
- Pyrgus serratulae major Staudinger, 1879
- Pyrgus serratulae shukshini Korshunov & Ivonin, 1996
- Pyrgus serratulae uralensis (Warren, 1926)[1].

### Noms vernaculaires
L'Hespérie de l'alchémille ou Hespérie de l'Armoise, ou Olivâtre se nomme Olive Skipper en anglais, Ängsskärevisslare en allemand et Ajedrezada verdosa en espagnol,.

## Description
L'Hespérie de l'alchémille est un petit papillon d'une envergure de 24 mm à 28 mm, au dessus de couleur marron foncé, avec aux quatre ailes une frange marginale blanche entrecoupée, aux antérieures d'une ornementation de petites taches blanches,.
Le revers est plus clair, vert jaunâtre taché de petites taches blanches aux ailes antérieures, de plus grosses en partie en courte bande aux ailes postérieures.

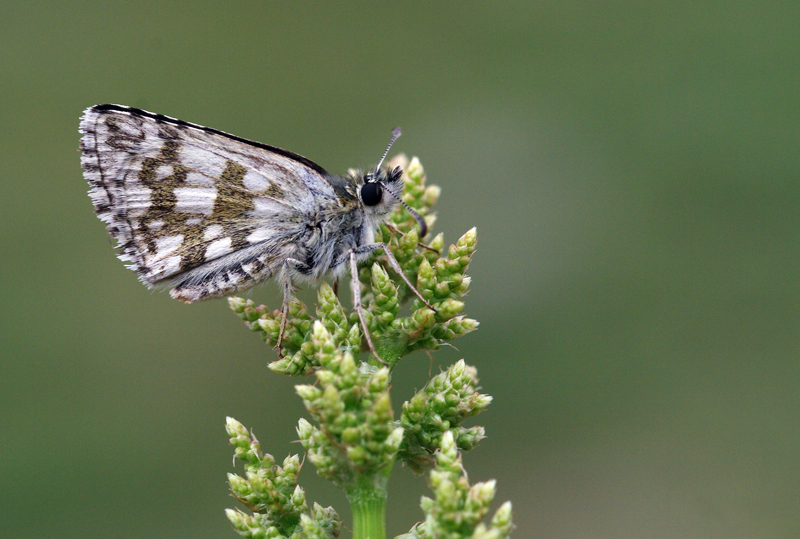
Hespérie de l'alchémille, revers.

## Biologie

### Période de vol et hivernation
L'Hespérie de l'alchémille vole en une génération entre mi-mai et mi-juillet.

### Plantes hôtes
Les plantes hôtes de sa chenille sont des Alchemilla et des Potentilla : Potentilla hirta, Potentilla nevadensis, Potentilla pedata, Potentilla repens, Potentilla tabernaemontani,.

## Écologie et distribution
L'Hespérie de l'alchémille est présente de l'Espagne jusqu'à la Mongolie et le nord-est de la Chine.
Elle est présente dans tout le sud de l'Europe (sauf l'Irlande, l'Angleterre et la Scandinavie). En Asie, elle est présente au Moyen-Orient, dans le sud de la Sibérie, en Mongolie Mongolie et dans le nord-est de la Chine.
En France métropolitaine, elle est absente de la bordure de la mer du Nord et de la Manche. Selon d'autres sources elle ne serait plus présente que dans quelques départements, Loire-Atlantique, Maine-et-Loire, Aisne, Ardennes, Haute-Marne, Puy-de-Dôme, Bouches-du-Rhône, Alpes-de-Haute-Provence et Alpes-Maritimes.

### Biotope
L'Hespérie de l'alchémille réside dans les clairières et les broussailles, les lieux herbus fleuris.

### Protection
L'Hespérie de l'alchémille a été listée LC (préoccupation minime) dans la liste rouge des rhopalocères de France métropolitaine.